# Municipio de Akron (condado de Big Stone)
El municipio de Akron (en inglés: Akron Township) es un municipio ubicado en el condado de Big Stone en el estado estadounidense de Minnesota. En el año 2010 tenía una población de 168 habitantes y una densidad poblacional de 1,21 personas por km².

## Geografía
El municipio de Akron se encuentra ubicado en las coordenadas 45°15′52″N 96°10′6″O / 45.26444, -96.16833. Según la Oficina del Censo de los Estados Unidos, el municipio tiene una superficie total de 138.37 km², de la cual 126,84 km² corresponden a tierra firme y (8,33 %) 11,53 km² es agua.

## Demografía
Según el censo de 2010, había 168 personas residiendo en el municipio de Akron. La densidad de población era de 1,21 hab./km². De los 168 habitantes, el municipio de Akron estaba compuesto por el 100 % blancos. Del total de la población el 0 % eran hispanos o latinos de cualquier raza.